# Hiroshi Nakajima
Hiroshi Nakajima (jap. 中嶋　宏, Nakajima Hiroshi; * 16. Mai 1928 in Chiba; † 26. Januar 2013 in Poitiers) war ein japanischer Mediziner und von 1988 bis 1998 Generaldirektor der Weltgesundheitsorganisation (WHO). 
Nakajima studierte an der Medizinischen Hochschule Tokio (Tōkyō Ika Daigaku) und der Universität Paris. An letzterer spezialisierte er sich im Anschluss in Neuropharmakologie. 1974 trat er als wissenschaftlicher Mitarbeiter der WHO bei, wo er mit pharmakologischen Fragestellungen betreut war. 1976 wurde er Leiter der Abteilung für Medikamentenpolitik, wo er eine wichtige Rolle bei der Entwicklung des Konzeptes der unverzichtbaren Arzneimittel spielte. Von 1978 bis 1988 war er Direktor des Westpazifik-Regionalbüros. 1988 wurde er zum vierten Generaldirektor der WHO gewählt. Die USA und weitere westliche Staaten unterstützen diese Wahl nicht. Im Vorfeld seiner Kandidatur für eine Wiederwahl wurden Vorwürfe laut, dass Japan Stimmen von Entwicklungsländern im Exekutivrat der WHO mittels Versprechungen von Funktionärsposten oder Finanzierung von Prestigeobjekten gekauft habe. Daraufhin bezichtigte Japan die USA, eine systematische Desinformationskampagne zu führen.  Erst nach einer Kampfwahl gegen den Algerier Mohammed Abdelmoumène wurde er im Mai 1993 von der Weltgesundheitsversammlung für eine zweite Amtsperiode gewählt. Für eine dritte Wahl trat er nicht mehr an, so dass seine Amtszeit 1998 endete.
Nakajima startete in seiner Amtszeit als WHO-Direktor mehrere Kampagnen zur Bekämpfung von Infektionskrankheiten, insbesondere AIDS, Malaria, Tuberkulose und Dengue-Fieber. Großen Wert legte er auf die Prävention von Infektionen durch Impfmaßnahmen. Seine Amtszeit war überschattet von Budgetüberschreitungen und Missmanagement, was zu einem Reputationsschaden der WHO führte.